# Религија у Бугарској
Религија у Бугарској (2011)
Доминантна религија у Бугарској је хришћанство, која је успостављена 865. године и постала државна религија након христијанизације Бугарске. Доминантна вера на простору Бугарске је православно хришћанство у склопу Бугарске православне цркве. Током владавине Османског царства, сунитски ислам се ширио на територије Бугарске, а данас је изузетно мало распрострањен. Католичка црква има своје корене у Бугарској од средњег века, а протестантизам се појавио почетком 19. века.
Од деведесетих година 20. века, све до краја 2010. године, број припадника Бугарске православне цркве смањио се са 86% на 60%, док се број муслимана смањио са 13% на 8% целокупног становништва државе, између пописа 1992. и 2011. године. До пописа становништва 1992. године, држављани Бугарске су били обавезни да користе верску припадност својих родитеља или предака, а од 2001. године људима је дозвољено да прогласе лично веровање или нерелигиозност (ирелигиозност и атеизам). Након распада Народне Републике Бугарске (1946–1990), број припадника ислама порастао више него број припадна православног хришћанства.
Међутим, због пораста исламског тероризма почетком 21. века међу Бугарима се појавила антипатија према исламском становништву. Бугарска православна црква забележила је највећи пад од почетка 2001. године. Значајни утицај на пад православног становништва имао је некадашњи комунистички режим који је био на власти у Бугарској, а 2011. године отварањем тајних државних архива отркивено је да су 85% свештеника Бугарске православне цркве били припадници тајне полиције.
Данас, Устав Бугарске означава православно хришћанство као "традиционалну" религију земље, али гарантује слободно вршење било које религије. Бугарска није доживела никакве значајне етничке или верске сукобе за разлику од случаја у бившој Југославији. Данас у Бугарској верске заједнице функционишу без већих сукоба, а Софија је позната по такозваном Тргу религијске толеранције, на којем се налази православна црква Свете Недеље, катедрала Светог Јосипа, Бања Баши џамија и софијска Синагога.

## Демографија

### Подаци о верској припадности са пописа становништва
| Religion                    | 1992      | 1992  | 2001      | 2001  | 2011      | 2011  |
| Religion                    | Број      | %     | Број      | %     | Број      | %     |
| --------------------------- | --------- | ----- | --------- | ----- | --------- | ----- |
| Хришћанство                 | 7,350,016 | 86.6  | 6,638,870 | 83.73 | 4,487,554 | 60.9  |
| –Бугарска православна црква | 7,274,479 | 85.71 | 6,552,751 | 82.64 | 4,374,135 | 59.4  |
| –Протестантизам             | 22,067    | 0.26  | 42,308    | 0.53  | 64,476    | 0.9   |
| –Католичка црква            | 53,470    | 0.63  | 43,811    | 0.55  | 48,945    | 0.8   |
| Ислам                       | 1,111,838 | 13.1  | 966,978   | 12.2  | 577,139   | 7.9   |
| Остали                      | 11,882    | 0.14  | 14,937    | 0.19  | 11,444    | 0.1   |
| Нису верници                | -         | -     | 308.116   | 3.88  | 682,162   | 9.3   |
| Неизјашњени                 | -         | -     | -         | -     | 1,606,269 | 21.8  |
| Укупна популација           | 8,487,317 | 100.0 | 7,928,901 | 100.0 | 7,364,570 | 100.0 |

### Детаљни подаци пописа 2011. године
| Група                  | Популација | % изјашњених | % популације |
| ---------------------- | ---------- | ------------ | ------------ |
| Православна црква      | 4.374.135  | 76.0%        | 59.4%        |
| Неизјашњени            | 2.288.431  | 11.8%        | 31.1%        |
| Сунизам                | 546,004    | 9.5%         | 7.4%         |
| Протестантизам         | 64,476     | 1.1%         | 0.9%         |
| Католичка црква        | 48,945     | 0,8%         | 0.7%         |
| Шиизам                 | 27,407     | 0.5%         | 0.4%         |
| Недефинисани муслимани | 3,728      | 0.1%         | 0.1%         |
| Древноисточне цркве    | 1,715      | 0.0%         | 0.0%         |
| Јудаизам               | 706        | 0.0%         | 0.0%         |
| Остали                 | 9,023      | 0.2%         | 0.1%         |
| Графикон процента      | -          | 5,758,301    | 7,364,570    |

### Религијске групе по попису из 2001. године
|                   | Total     | Total | Бугари    | Бугари | Турци   | Турци | Роми    | Роми  | Остали | Остали |
| Број              | %         | Број  | %         | Број   | %       | Број  | %       | Број  | %      |        |
| ----------------- | --------- | ----- | --------- | ------ | ------- | ----- | ------- | ----- | ------ | ------ |
| Православље       | 6,552,751 | 82.6  | 6,315,938 | 94.9   | 5,425   | 0.7   | 180,326 | 48.6  | 51,062 |        |
| Ислам             | 966,978   | 12.2  | 131,531   | 2.0    | 713,024 | 95.5  | 103,436 | 27.9  | 18,987 |        |
| Нерелигиозност    | 308,116   | 3.9   | 151,008   | 2.3    | 23,146  | 3.1   | 59,669  | 16.1  |        |        |
| Католичка црква   | 43,811    | 0.6   | 37,811    | 0.6    | 2,561   | 0.3   |         |       |        |        |
| Протестантизам    | 42,308    | 0.5   | 14,591    | 0.2    | 2,066   | 0.3   | 24,651  | 6.6   | 1,000  |        |
| Остали            | 14,937    | 0.2   | 4,331     | 0.1    | 442     | 0.1   |         |       |        |        |
| Укупна популација | 7,928,901 | 100.0 | 6,655,210 | 100.0  | 746,664 | 100.0 | 370,908 | 100.0 |        | 100.0  |

## Верске групе

### Хришћанство

#### Православље
Доминантна вера у Бугарској је православље, а православцима се по попису становништва из 2011. године изјашњава 60% становника Бугарске. У Бугарској се још налазе седишта Руске православне цркве, Украјинске православне цркве, Грчке православне цркве, Румунске православне цркве и Српске православне цркве.
Хришћанство у Бугарској успостављено је у време Првог бугарског царства, за време владавине Бориса I, средином 9. века. Растом Првог бугарског царства учинило је православну цркву аутокефалном 919. године. Бугарска православна црква најстарија је православна црква међу словенским православним црквама и имала је утицај на друге православне цркве, својом богатом књижевном и културном делатношћу, као и утицај на ћирилично писмо у Бугарској.

#### Католицизам
Католицизам има своје корене у Бугарској још из средњег века. Саси су на простору Бугарске државе ширили католицизам, као и богумили и мисионари, који су ширили католицизам у већим градовима државе. По попису из 2011. године, у Бугарској се 0,8% становништва изјашњава као католици.
Данас, већи део католичког становништва Бугарске настањен је у Пловдивској области, са седиштем у граду Раковски и у неколико села у северној Бугарској. Банатски Бугари представљају бугарску мањину, распрострањену на простору Румуније и Србије, а они су претежно католичке вероисповести. Бугарско гркокатоличка црква формирана је у 19. веку и данас броји 10.000 чланова.

#### Протестантизам
Протестантизам је у различитим облицима у Бугарску стигао у 19. веку, због мисионара који су углавном били из Сједињених Држава. У периоду од 1992. до 2011. године број припадника протестантизма се утростручио и они чине 0,9% становништва Бугарске, по попису из 2011. године. Половину протестаната у Бугарској чине Роми, док другу половину чине углавном Бугара. Унија евангеличких конгрегационих цркава у Бугарској је плод америчких мисионара из 19. века.

#### Јерменска апостолска црква
Већина Јермена из Бугарске су чланови Јерменске апостолске цркве, чије седиште се налази у Софији. Највеће заједнице Јермена у Бугарској налазе се у Софији, Пловдиву, Варни и Бургасу.

#### Атеизам и агностицизам
Према попису из 2011. године, 21,8% држављана Бугарске није одговорило на питање о религији, док се њих 9,3% њих изјаснило као атеисти и агностици.

### Ислам
Према попису из 2011. године, ислам је друга највећа религија на простору Бугарске, којој припада 8% становништва Бугарске. Највећи број припадника исламске вероисповести у Бугарској су Турци, Помаци и део ромске популације. Турци и Помаци насељавају бугарски део планине Родопи, али присутни су и у другим деловима земље, Турци у региону Лудогори, а Помаци поред Родопи планине насељавају и неколико села у северном делу Бугарске. Према попису из 2011. године, муслимански верници у Бугарској чине већину у Крџалијској области и Разградској области (углавном Турци), а велики број њих стациониран је и у Смољанској области.
Ислам се на простору Бугарске појавио за време владавине Османског царства у 14. и 15. веку. У то време, богатији Турци насељавали су се у Варну, Софију, Пловдив и у друге веће градове. Велики број Павлићана и православаца су потурчени на простору Бугарске и суседних земаља за време Османског царства. Након ослобођења Бугарске 1878. године, велики број муслиманских верника напустио је Бугарску.

### Јудаизам
Упркос ниском броју припадника јудаизма по попису из 2011. године, бугарска јеврејска популација имала је значајан културни утицај на земљу у прошлости и још увек је важна и данас. Јевреји у Бугарској су концентрисани у већим градовима, углавном у главном граду Софији.

## Галерија
- Катедрала Успења Свете Богородице у Варни
- Црква Светог Ђорђа у Софији, најстарија црква у Бугарској
- Бања Баши џамија у Софији
- Софијска синагога